# تجربة النوم الروسية
تجربة النوم الروسية (Russian Sleep Experiment) قصة رعب قصيرة مصدرها الإنترنت وهي أسطورة حضرية - زائفة - كتبها مؤلف مجهول. منذ ذلك الحين، ألهمت القصة القصيرة (مجهولة الهوية) الفنانين في وسائل الإعلام وأدت إلى نشر الأفلام والروايات المرعبة. تحكي تجربة النوم الروسية عن خمسة أشخاص تم إجراء اختبار عليهم وتعريضهم لمنبِّه تجريبي مُثبط للنوم في تجربة علمية تعود إلى الحقبة السوفيتية.

## الأصل
وفقًا لروسيا بيوند، نشأت القصة من منتدى يتحدى المستخدمين لإنشاء «أكثر 'أسطورة حضرية رعبًا». تقول العديد من المؤسسات الإخبارية، أصل القصة إلى يعود لموقع Creepypasta الإلكتروني، والذي تم نشره في 10 أغسطس 2010 بواسطة مستخدم يُدعى OrangeSoda، واسمه الحقيقي غير معروف حاليا.

## ملخص
وقعت القصة في منشأة اختبار في الاتحاد السوفيتي في الأربعينيات من القرن الماضي خلال حقبة الحرب العالمية الثانية. في تجربة علمية معتمدة من الجيش، حيث وضع خمسة سجناء سياسيين في غرفة غاز مغلقة، وتم إعطائهم المنشطات المحمولة جوًا بشكل مستمر، بقصد إبقاء الأشخاص الخمسة مستيقظين لمدة 30 يومًا. وكذلك وعدوا السجناء بالحرية إذا أكملوا هذه التجربة.
يشير كاتب الواقعة إلى أن السجناء لم يعانوا من أي سوء خلال الأيام الأولى من التجربة، إلا أن الوضع أصبح سيئًا فيما بعد، عندما بدأ الجميع يفقد صوابه يومًا بعد الآخر، فقام أحدهم بالصراخ حتى تقطعت أحباله الصوتية، ورفض الآخرون قيام المسؤولين بإخراج الغاز من الغرفة، حيث تبين أنهم اعتادوا ذلك الغاز الذي يمنعهم من النوم، فيما بدأت أشكالهم في التحول لما يشبه الهياكل العظمية، وخرجت بعض أجزاء الجسد من أماكنها، حتى فارقوا الحياة بطريقة مأساوية كئيبة بعد مرور 15 يومًا فقط.

## الشعبية والاستقبال
أصبحت تجربة النوم الروسية شائعة للغاية عند نشرها الأصلي. يعتبرها البعض أعظم قصة كريبيباستا وأكثرها مشاركة على الإطلاق، وقد وصفها جوش ميليكان من Dread Central بأنها «واحدة من أكثر الأساطير الحضرية إثارة للصدمة والأكثر تأثيرًا في عصر الإنترنت». يحيط الكثير من النقاش بالاعتقاد السائد لدى الكثيرين بأن القصة حقيقية وليست خيالية، وبالتالي تسعى العديد من المقالات إلى دحض هذا الادعاء. وقد أثار أيضًا نقاشًا أكثر عمومية حول الطبيعة الفيروسية لقصص كريبيباستا.
غالبًا ما تتم مشاركة كريبيباستا جنبًا إلى جنب مع صورة شخصية شيطانية بشعة، والتي يُفترض أنها أحد الأشخاص الخاضعين للاختبار. الصورة هي في الواقع دعامة مُتحركة بالحجم الطبيعي لهالوين يُسمى "Spazm".

## الاقتباسات
أدت تجربة النوم الروسية إلى العديد من التعديلات على مر السنين. نُشرت رواية مستوحاة من القصة القصيرة الأصلية في عام 2015 لكنها أصبحت الآن غير مطبوعة.
في أوائل عام 2018، بدأ إنتاج فيلم سينمائي مثير يعتمد على القصة القصيرة، من إخراج جون فاريلي، ومن المقرر أن يصدر في عام 2019.
تم إنشاء العديد من التعديلات الأخرى، بما في ذلك فيلم يستند إلى القصة القصيرة، مع بطولة كريس قطان وإخراج باري أندرسون.